# Bicarbonat de sodiu
Bicarbonatul de sodiu (NaHCO3) este un compus chimic anorganic care face parte din categoria sărurilor. Denumirea științifică este hidrogenocarbonatul de sodiu. Denumirea de bicarbonat de sodiu trebuie considerată denumire uzuală, fără pretenții științifice.

## Compoziția
Radicalul carbonat acid (HCO3-) și ionul de sodiu(Na+) alcătuiesc bicarbonatul de sodiu. Neutralizează acizii și eliberează dioxid de carbon. Nu poluează mediul, are nenumărate întrebuințări.

## Proprietăți
Bicarbonatul de sodiu este o pulbere albă. La încălzire (peste 65 °C) se descompune în carbonat de sodiu (Na2CO3), dioxid de carbon (CO2) și apă (H2O):
{\displaystyle 2NaHCO_{3}\,\rightarrow \,Na_{2}CO_{3}\,+\,CO_{2}\,+\,H_{2}O}
Datorită acestei proprietăți se folosește ca praf de copt și la fabricarea extinctoarelor cu dioxid de carbon (CO2).
NaHCO3 hidrolizează bazic, adică soluția este bazică.

## Utilizare

### Uz medical
- eliminarea arsurilor la stomac
- îndepărtarea mătreții
- în chimioterapie, reprezintă un aditiv pentru protejarea rinichilor
- utilizat intravenos ca alcalinizant, în bolile astmatice care pun viața în pericol la copii
- mușcături de insecte, mâncărime, la tratamentul pielii
- este eficient împotriva spasmelor stomacului, dar dozat cu grijă, deoarece bicarbonatul de sodiu poate provoca sughițuri, eructații și insomnie

### Igienă
- reduce mirosului de transpirație
- păstrează pieptenii și periile curate
- albește dinții (poate fi adăugat ca aromă ulei de mentă)
- se folosește pentru dezodorizare (de exemplu, dezodorizarea covoarelor)

### Curățare
- îndepărtează petele de grăsime, cafea și ceai de pe haine și țesături
- curățarea murdăriei persistente pe vase, gresie, frigidere, cuptoare etc.
- dă strălucire argintului
- reprezintă baza materialului de împrăștiere la sablare, constituind unul dintre ingredientele speciale utilizate. Procesul curăță, degresează și nu provoacă deteriorarea suprafeței, astfel încât poate fi aplicat în siguranță pe oțel inoxidabil, metale prețioase și ușoare, sticlă, suprafețe cromate, ceramică, dar și pe diverse materiale plastice.

### Uz casnic
- se adaugă la tabletele de zaharină
- amestecat cu un ingredient acid (de exemplu, fosfat de sodiu) și amidon, se folosește ca praf de copt (pentru a înmuia textura aluatului)
- agent anti-mucegai, amestecat cu carbonat de sodiu și fosfat de sodiu (numărul brevetului: CA 2504014 C)
- ca o componentă majoră a pulberilor de stingere a incendiilor, deoarece degajă gaze de dioxid de carbon (CO2)